# Piekło.Labirynty.Diabły
Piekło.Labirynty.Diabły - debiutancki album studyjny polskiej grupy muzycznej Morowe. Wydawnictwo ukazało się 1 czerwca 2010 roku nakładem wytwórni muzycznej Witching Hour Productions. Nagrania zrealizował i zmiksował lider formacji Morowe - Nihil. Kompozycje zostały zarejestrowane w S-Tracks Studio w Katowicach pomiędzy 2008 a 2009 rokiem. Mastering wykonali bracia Sławomir i Wojciech Wiesławscy w białostockim Hertz Studio w marcu 2010 roku.

## Lista utworów
Opracowano na podstawie materiału źródłowego.
Muzyka i słowa: Morowe.
1. "I. Wstęp" - 02:34
2. "II. Komenda" - 06:00
3. "III. Tylko piekło, labirynty i diabły" - 06:05
4. "IV. Czas trwanie zatrzymać" - 09:04
5. "V. Jego oblicza" - 06:47
6. "VI. Głęboko pod ziemią" - 05:49
7. "VII. Wężowa korona" - 08:21
8. "VIII. Zakończenie" - 03:58

## Twórcy
Opracowano na podstawie materiału źródłowego.
- Nihil - śpiew, gitara, sample, gitara basowa, instrumenty klawiszowe, realizacja nagrań, miksowanie
- Hans - gitara, gitara basowa, sample, instrumenty klawiszowe
- BaronVonB - perkusja
- Wojciech i Sławomir Wiesławscy - mastering
- Mentalporn (Katarzyna Zaremba, Piotr "Qras" Kurek) - okładka, oprawa graficzna